# Pusta Przehyba
Pusta Przehyba (słow. Pustá priehyba, ok. 1865 m) – najniższe wcięcie w grani opadającej z Zadniej Pustej Turni do Gankowej Strażnicy w słowackich Tatrach Wysokich. Jest to długi i wyrównany odcinek Pustej Grani oddzielającej Dolinę Ciężką (na zachodzie) od Doliny Kaczej (na wschodzie). Siodełko Pustej Przehyby znajduje się w nim kilkanaście metrów na południowy zachód od najwyższego punktu Gankowej Strażnicy. Ku wschodowi opada z niego trawiasty żlebek uchodzący do wielkiej depresji opadającej z długiej grani między Zadnią Pustą Turnią a Gankową Strażnicą. Dolna część tej depresji wcina się między Gankową Strażnicę i żebro będące przedłużeniem progu Doliny Kaczej, a jej wylot znajduje się na wysokości około 1580 m, już w Dolinie Litworowej. Na przeciwległą stronę do Doliny Ciężkiej z siodełka opada trawiasty żlebek, w najwyższej części trawiasty, ale już kilkanaście metrów niżej przekształcający się w wąski komin. Pod przewieszkami są w nim dwie nyże.
Nazwę przełączki wprowadził Arno Puškáš, ale bez dokładnego określenia miejsca. Dokładnie miejsce to sprecyzował Władysław Cywiński.

## Drogi wspinaczkowe
Najłatwiejsze wejście na przełączkę jest drogą nr 1.
1. Od Ciężkiego Stawu; I w skali tatrzańskiej, czas przejścia 45 min
2. Wschodnim żlebem; 0+, kilka miejsc I i II, 1 godz.
3. Od południowego wschodu z Doliny Kaczej; I, II, 1 godz. 30 min[1].

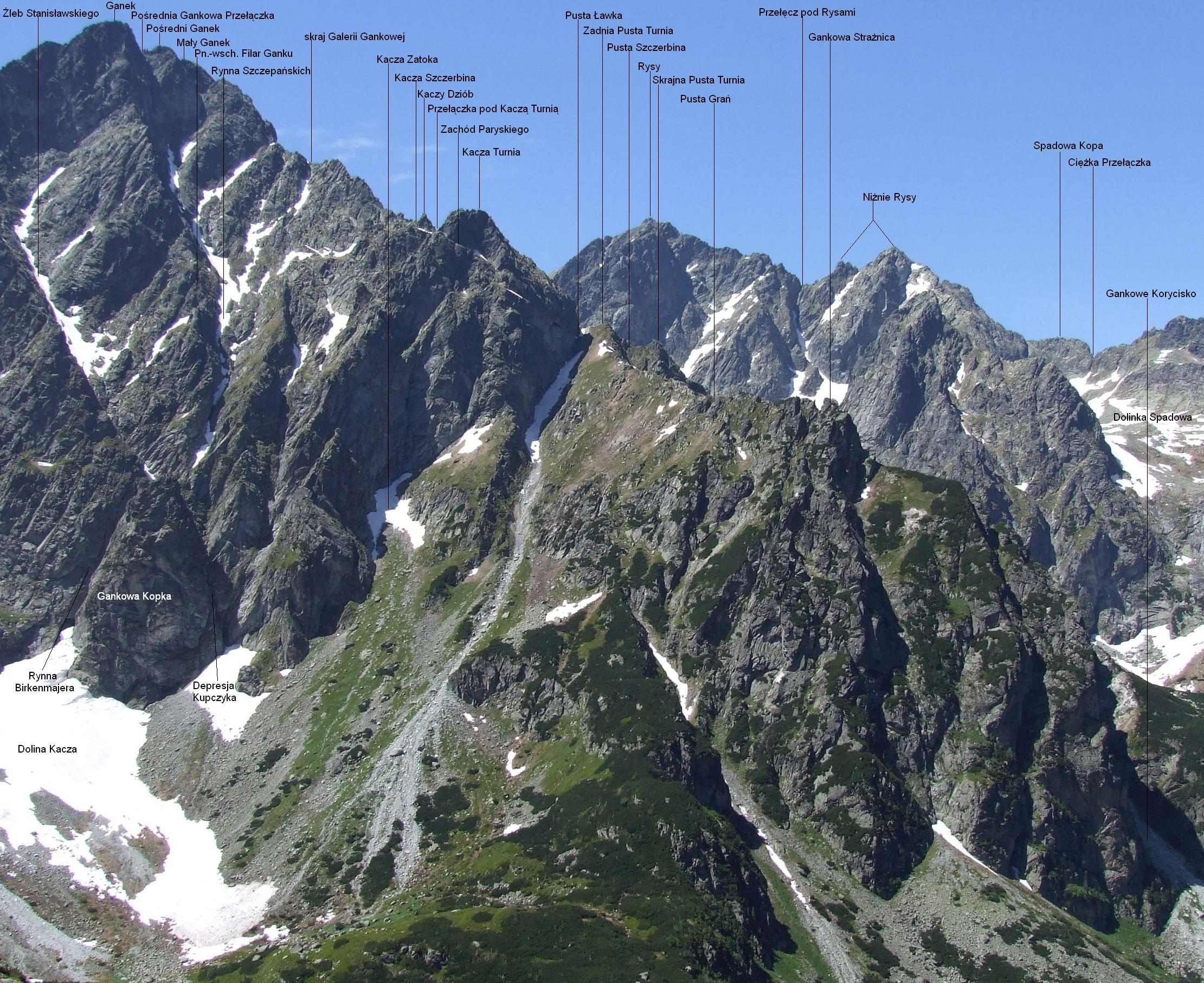
Widok z Doliny Litworowej